# Donne e carnefici
Donne e carnefici (Henker, Frauen und Soldaten) è un film del 1935 diretto da Johannes Meyer.
È una pellicola di propaganda interpretata da Hans Albers in un doppio ruolo, quello di due cugini diversissimi uno dall'altro: uno un audace aviatore tedesco, l'altro un generale russo contrapposti in una storia ambientata subito alla fine della prima guerra mondiale.

## Produzione
Il film fu prodotto dalla Bavaria-Filmkunst Verleih.

## Distribuzione
Distribuito dalla Hugo Engel-Filmgesellschaft con visto di censura dell'11 dicembre 1935, uscì nelle sale cinematografiche tedesche il 19 dicembre 1935,